# (882) Светлана
(882) Светлана (лат. Swetlana) — астероид главного астероидного пояса. Открыт 15 августа 1917 года Григорием Неуйминым в Симеизской обсерватории, в Крыму.

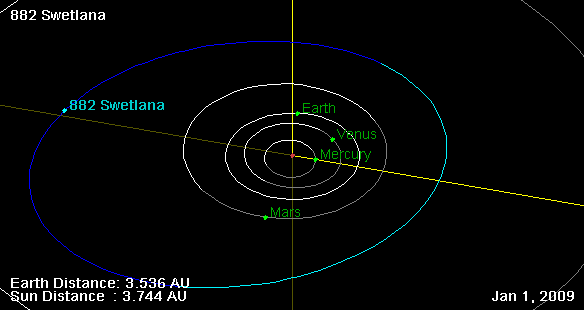
Орбита астероида Светлана и его положение в Солнечной системе

Астероид не пересекает орбиту Земли, и делает оборот вокруг Солнца за 5,54 года.